# Promozione Basilicata 1954-1955
La Promozione fu il massimo campionato regionale di calcio disputato in Basilicata nella stagione 1954-1955.
A ciascun girone, che garantiva al suo vincitore la promozione in IV Serie a condizione di soddisfare le condizioni economiche richieste dai regolamenti, partecipavano sedici squadre, ed era prevista la retrocessione delle quattro peggio piazzate, anche se erano possibili aggiustamenti automatici per ripartire fra le appropriate sedi locali le squadre discendenti dalla IV Serie. Nel caso particolare, tuttavia, non essendo stata in grado la Lega Regionale Lucana di raccogliere sufficienti iscrizioni, per garantire comunque la regolarità di questo torneo a dodici squadre, si programmò la retrocessione delle ultime due classificate.

## Squadre partecipanti
| Club                               | Città (provincia)       | Stagione 1953-1954      |
| ---------------------------------- | ----------------------- | ----------------------- |
| U.S. Aviglianese "Emanuele Stolfi" | Avigliano (PZ)          | 7º posto in Promozione  |
| U.S. Bernalda                      | Bernalda (MT)           | 12º posto in Promozione |
| U.S. Fiamma Fulgor                 | Potenza                 | 9º posto in Promozione  |
| U.S. Libertas Invicta              | Potenza                 | 6º posto in Promozione  |
| Pol. Matera                        | Matera                  | ?                       |
| U.S. Moliternese                   | Moliterno (PZ)          | 2º posto in Promozione  |
| A.S. Montalbano                    | Montalbano Jonico (MT)  | ?                       |
| U.S. Pescopagano                   | Pescopagano (PZ)        | 5º posto in Promozione  |
| U.S. Savoia                        | Potenza                 | ?                       |
| S.S. Scanzano                      | Scanzano Jonico (MT)    | ?                       |
| U.S. Venusia                       | Venosa (PZ)             | 7º posto in Promozione  |
| C.S. Vultur                        | Rionero in Vulture (PZ) | 3º posto in Promozione  |

## Classifica finale
|  | Pos.  | Squadra                | Pt       | G  | V  | N | P  | GF | GS | DR  |
|  | ----- | ---------------------- | -------- | -- | -- | - | -- | -- | -- | --- |
|  | 1.    | Pescopagano            | 31       | 20 | 13 | 5 | 2  | 39 | 11 | +28 |
|  | 2.    | Montalbano             | 30       | 20 | 13 | 4 | 3  | 54 | 17 | +37 |
|  | 3.    | Libertas Invicta       | 26       | 20 | 11 | 4 | 5  | 50 | 32 | +18 |
|  | 4.    | Vultur Rionero         | 25       | 20 | 11 | 3 | 6  | 39 | 17 | +22 |
|  | 5.    | Venusia                | 23       | 20 | 11 | 1 | 8  | 46 | 22 | +24 |
|  | 6.    | Bernalda (-1)          | 19       | 20 | 9  | 2 | 9  | 28 | 35 | -7  |
|  | 7.    | Matera                 | 18       | 20 | 7  | 4 | 9  | 35 | 31 | +4  |
|  | 8.    | Moliternese            | 17       | 20 | 7  | 3 | 10 | 28 | 40 | -12 |
|  | 9.    | Fiamma Fulgor          | 14       | 20 | 5  | 4 | 11 | 31 | 49 | -18 |
|  | 10.   | Savoia                 | 7        | 20 | 3  | 1 | 16 | 13 | 69 | -56 |
|  | 11.   | Scanzano (-3)          | 6        | 20 | 4  | 1 | 15 | 15 | 55 | -40 |
|  | [ 1 ] | Aviglianese "E.Stolfi" | Ritirata | -  | -  | - | -  | -  | -  | -   |

Legenda:
      Promossa in IV Serie 1955-1956.
      Retrocessa in Prima Divisione 1955-1956.
Note:
Due punti a vittoria, uno a pareggio, zero a sconfitta.
La Aviglianese "Emanuele Stolfi" si è ritirata prima dell'inizio del campionato.
Lo Scanzano ha scontato 3 punti di penalizzazione.
Il Bernalda ha scontato 1 punto di penalizzazione.